# Сборная Латвии по футболу (до 23 лет)
Сбо́рная Ла́твии по футбо́лу до 23 лет (латыш. Latvijas U-23 futbola izlase) — сборная, представляющая Латвию на международных соревнованиях по футболу в возрастной группе до 23 лет.

## История
Где-то в марте 2013 года Футбольная ассоциация Англии отправило предложение Латвийской футбольной федерации принять участие в турнире «International Challenge Trophy». Но латвийская сторона отказалась от участия, так как на тот момент не была готова принять участие в турнире такого уровня. Однако, было принято решение создать сборную до 23 лет, чтобы сохранить бывших футболистов молодёжной сборной в поле зрении тренеров основной сборной.
Планируется, что сборная будет собираться 2—3 раза в год для проведения товарищеских матчей, но в официальных турнирах участвовать не будет.

## Последние матчи
| Дата                  | Стадион         | Соперник        | Счёт                                                    | Статус матча | Игроки, забившие гол за Латвию |
| --------------------- | --------------- | --------------- | ------------------------------------------------------- | ------------ | ------------------------------ |
| 10 июня 2015 года     | Валга (г)       | Эстония (до 23) | 3:1 Архивная копия от 17 ноября 2015 на Wayback Machine | ТМ           | Стуглис, Савальниекс, Рейс     |
| 10 сентября 2013 года | ЗОЦ, Елгава (д) | Англия (до 23)  | 1:0                                                     | ТМ           | Вишняков                       |
| 5 июня 2013 года      | Валга (г)       | Эстония (до 23) | 2:0                                                     | ТМ           | Вишняков, Дубра                |

## Главные тренеры
- Дайнис Казакевич (2013—2020)[2]